# Aleah Finnegan
Aleah Cruz Finnegan (St. Louis, 4 gennaio 2003) è una ginnasta statunitense naturalizzata filippina.

## Biografia
Nata a St. Louis da padre statunitense e madre filippina, ha tre sorelle, tutte e tre ginnaste.

## Carriera junior
A livello juniores, Finnegan ha fatto il suo debutto all'American Classic nel luglio del 2018, dove è arrivata sesta nella classifica generale ma ha vinto il bronzo alla trave. Nello stesso mese, ha gareggiato all'U.S. Classic 2018 dove si è classificata settima nella classifica generale. Nell'agosto di quello stesso anno, ha gareggiato ai suoi primi campionati nazionali dove si è classificata 14ª nel concorso generale, quarta al volteggio, diciottesima alle parallele asimmetriche e alla trave e quindicesima al corpo libero.

## Carriera senior

### Rappresentando gli Stati Uniti
Dal 2019 al 2021, rappresenta il suo paese di nascita e riesce nel 2019 a vincere l'oro ai giochi panamericani nel concorso a squadre.

### Rappresentando le Filippine
Nel 2021 Finnegan decide di fare il cambio di nazionalità e rappresentare il paese d'origine della madre. Lo stesso anno vince 4 medaglie ai Giochi del Sud-est asiatico, due d'oro e due argento e due anni più tardi ai Campionati asiatici, vince due medaglie di bronzo, nel volteggio e nella trave.
Nel 2024 si qualifica per le Olimpiadi di Parigi, dove il suo risultato migliore è il 17º posto alla trave.